# Schloss Clémery

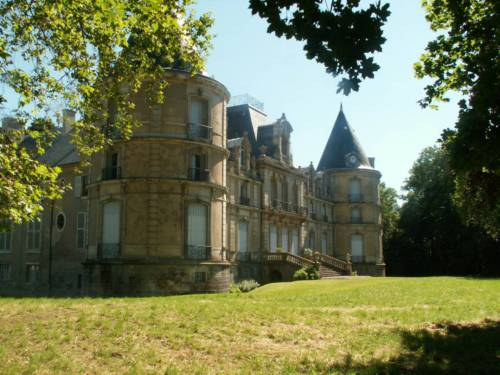
Nordfassade des Schlosses Clémery

Das Schloss Clémery (französisch Château de Clémery) ist ein französisches Schloss in der lothringischen Ortschaft Clémery (Region Grand Est). Es geht auf eine befestigte Anlage des 15. Jahrhunderts zurück, die durch Veränderungen im 18./19. Jahrhundert ihr heutiges Aussehen erhielt. Teile des Schlosses und sein Schlosspark stehen seit dem 25. Juni 1986 als eingeschriebenes Monument historique (inscrit) unter Denkmalschutz.
Das Anwesen befindet sich in Privatbesitz und ist in der Regel nicht für die Öffentlichkeit zugänglich. Eine Ausnahme bildet der französische Tag des offenen Denkmals (französisch Journee du Patrimoine), an dem die Schlosseigentümer den Schlosspark für Besucher öffnen.

## Geschichte
Eine Urkunde aus dem Jahr 1416 erwähnt eine befestigte Anlage in Clémery, die der lothringische Herzog Karl II. besetzt hatte, um zu verhindern, dass der Herzog von Bar, Eduard III., Besitz von der Anlage ergreifen konnte. 1574 war diese im Besitz von François de Clémery. Er übereignete sie kurze Zeit später Fouquet de la Routte, dem Gouverneur von Marsal, der Françoisʼ Verwandte Orianne de Clémery geheiratet hatte. Deren Tochter Madeleine heiratete Georges Frédéric du Hautoy und brachte das Anwesen mit in die Ehe und damit an die Familie ihres Mannes. Diese blieb bis zum Anfang des 19. Jahrhunderts Eigentümerin.
Während des Dreißigjährigen Krieges nahmen Truppen der kaiserlichen Seite die Anlage am 1. September 1635 ein. Sie konnten sie aber nicht lange halten, denn nach einer dreitägigen Belagerung durch den späteren Marschall von Frankreich, François de L’Hospital, eroberte dieser sie am 12. Oktober desselben Jahres zurück.
Für Jean Baptiste Gaston du Hautoy, Kammerherrn des lothringischen Herzogs Leopold, wurde die Seigneurie Clémery gemeinsam mit Bénicourt und Belleau im Jahr 1728 zu einem Marquisat erhoben. Während des Ersten Kaiserreichs gehörte die seinerzeit immer noch sehr strenge und militärische Anlage dem im nahe gelegenen Pont-à-Mousson geborenem Géraud Christophe Michel Duroc, der sie Anfang des 19. Jahrhunderts der langjährigen Eigentümerfamilie Hautoy abgekauft hatte.

Schloss Clémery (Nordseite) zu Beginn des 20. Jh.

In der Zeit zwischen 1783 und 1829 wurde ein Gutteil der Bauten abgerissen, darunter die Türme und die Gebäude samt Zugbrücke an der Südseite. Die bis dahin noch vorhandenen Wassergräben ließen die Eigentümer verfüllen. Durocs Witwe verkaufte die Anlage 1831 an die Familie Arnout, deren Tochter sie in die Ehe mit Eugène de Ladoucette brachte. Durch die Heirat von deren Tochter Charlotte Marie 1861 mit Fernand Louis Marie Thibaut de la Rochethulon gelangte das Anwesen an diese Familie. Sie engagierte den Architekten Prosper Morey für eine durchgreifende Umgestaltung der Bauten zu einem Schloss. Dabei wurde das Hauptgebäude erhöht, seine Fassade vollständig umgestaltet und auch die Raumaufteilung im Inneren komplett geändert. Bei den damaligen Arbeiten erhielt die Anlage ihr heutiges Aussehen.
Während des Ersten Weltkriegs lag Schloss Clémery nahe der Frontlinie zwischen deutschen und französischen Truppen, die sich von August bis September 1914 heftige Kämpfe lieferten. Ein heute noch existenter Bunker im Schlosspark ist Zeuge dieser Zeit. Im Zweiten Weltkrieg besetzten Deutsche das Schloss und hielten im Keller Franzosen gefangen, die von amerikanischen Truppen am 8. Oktober 1944 befreit wurden. Bei den damit verbundenen Kämpfen wurde das Dach beschädigt und der Ostflügel des Hauptgebäudes teilweise sowie die Pavillonbauten an den Südenden der Seitenflügel vollständig zerstört.

## Beschreibung
Der Zugang zum Schlossareal erfolgt von Süden durch ein monumentales Gittertor aus dem 18. Jahrhundert, dessen wuchtige Torpfeiler mit Früchten gefüllte Vasen aus Stein tragen. Ein leicht nach Westen gebogener Zufahrtsweg, führt zum Ehrenhof und besaß früher ein gleichartig gestaltetes Pendant im Osten. Das Tor samt dem flankierenden Torhaus gehört zu jenen Teilen der Schlossanlage, die unter Denkmalschutz stehen.
Das Schlossgebäude stammt im Kern noch aus dem 15. Jahrhundert, sein heutiges Aussehen resultiert jedoch aus durchgreifenden Veränderungen am Ende des 19. Jahrhunderts. Sowohl die Fassadengestaltung im Stil des Second Empires als auch die beiden wuchtigen Rundtürme mit Kegeldächern, die an den Nordecken des Gebäudes stehen, stammen von diesem Umbau. Das Schloss ist ein dreiflügeliges Gebäude in U-Form mit zwei Geschossen, die sich auf einem hohen Sockelgeschoss erheben. Die Obergeschosse der beiden Seitenflügel an der Ost- und Westseite sind niedriger als des zentralen Nordflügels. Dem Mittelflügel ist hofseitig ein eingeschossiger Vorbau vorgesetzt, zu dessen Eingang eine zweiläufige Treppe in Hufeisenform hinaufführt. Im Inneren ist in vielen Räumen noch die Ausstattung vom Ende des 19. Jahrhunderts erhalten, darunter im großen und im kleinen Salon und einem Vorzimmer. Ebenso wie das große Treppenhaus an der Nahtstelle des Mitteltrakts mit dem westlichen Seitenflügel gehören diese Räume zu den Teilen des Schlosses, die denkmalgeschützt sind.
Das Schlossgebäude ist von einem etwa 15 Hektar großen Schlosspark umgeben, in dem seltene Gehölze wie Tulpenbaum und Ginkgo wachsen. Nordöstlich des Schlosses steht am Rande des ehemaligen Küchengartens die Orangerie mit einem kleinen, vorgelagerten Heckenlabyrinth aus Buchsbaum.